# 福山偶联反应
Fukuyama偶联反应（福山偶联反应）
有机锌试剂与硫酯在钯催化下发生偶联，生成酮。
由日本人福山透（Fukuyama Tōru）等在 1998 年发现。是将羧酸及其衍生物转变为酮的方法之一。反应选择性高，有机锌试剂毒性较小，活性较低，因此反应条件温和，许多官能团（如醛、酮、氯代芳烃、硫醚等）不受影响。 反应到酮停止，不再继续将酮还原为醇。

## 反应机理
{\displaystyle {\rm {\ RC(O)SEt\ +}}}“{\displaystyle {\rm {\ Pd}}}”{\displaystyle {\rm {\ \rightarrow RC(O)\!-\!Pd(II)\!-\!SEt}}} （氧化加成）
{\displaystyle {\rm {\ RC(O)\!-\!Pd(II)\!-\!SEt+R'ZnI\rightarrow RC(O)\!-\!Pd(II)\!-\!R'+EtSZnI}}} （转金属）
{\displaystyle {\rm {\ RC(O)\!-\!Pd(II)\!-\!R'\rightarrow RC(O)R'+}}}“{\displaystyle {\rm {\ Pd}}}” （还原消除）

## 应用
1、生物素的合成：